# Murphysboro
Murphysboro ist eine Stadt (mit dem Status „City“) und Verwaltungssitz des Jackson County im US-amerikanischen Bundesstaat Illinois. Im Jahr 2010 hatte Murphysboro 7970 Einwohner.

## Geografie
Murphysboro liegt am Big Muddy River, der 40 km südlich der Stadt in den Mississippi mündet. Die Stadt liegt auf 37° 46′ N, 89° 20′ W und erstreckt sich über 12 km².
Benachbarte Ortschaften sind Vergennes (16,4 km nördlich), De Soto (12,2 km nordöstlich), Carbondale (12,2 km südöstlich), Gorham (17,7 km südwestlich), Ava (25,8 km nordwestlich).
Die nächstgelegenen größeren Städte sind St. Louis in Missouri (143 km nordwestlich), Louisville in Kentucky (361 km östlich), Tennessees Hauptstadt Nashville (344 km südöstlich) und Tennessees größte Stadt Memphis (351 km südsüdwestlich).

## Verkehr
In Murphysboro treffen die Illinois State Routes 13, 127 und 149 zusammen. Alle weiteren Straßen sind untergeordnete Fahrwege oder innerstädtische Verbindungsstraßen.
Durch den Nordwesten der Stadt führt eine Eisenbahnlinie der Union Pacific Railroad.
Mit dem Southern Illinois Airport befindet sich am östlichen Stadtrand ein Regionalflughafen. Der nächstgelegene größere Flughafen ist der Lambert-Saint Louis International Airport (164 km nordwestlich).

## Geschichte
Murphysboro wurde 1843 gegründet, um als neuer Verwaltungssitz des Jackson County zu dienen, nachdem ein Feuer das Gerichtsgebäude und damit die Verwaltung des County in Brownsville zerstört hatte. Brownsville – heute eine Geisterstadt – befand sich an der Mündung des Kinkaid Creek in den Big Muddy River, und damit am Rand des Jackson County. Am 27. Februar 1843 setzte die Illinois General Assembly eine Kommission bestehend aus den Abgeordneten Samuel T. Russell, John Cochran und William C. Murphy ein, die einen neuen Verwaltungssitz für den County in zentraler Lage festlegen sollte. Der Arzt John Logan und dessen Frau Elizabeth boten ein Grundstück von 20 Acres (80.000 m²) als Standort für die Stadt an, und die Kommission nahm an. Das heutige Gerichtsgebäude ist nach den Stiftern benannt, deren Sohn John A. Logan ist. Um den Namen der Stadt festzulegen, zog die Kommission ein Los aus einem Hut, in dem sich Zettel mit ihren drei Nachnamen befanden. Der Name von Murphy wurde gezogen, so dass die neue Stadt Murphysboro (anfangs auch Murphysborough) hieß.
Murphysboro nahm einen schnellen Aufschwung, im 19. Jahrhundert vor allem durch den Steinkohlenbergbau. Südlich der Brücke des Old Highway 13 über den Big Muddy River, und damit knapp außerhalb der Stadtgrenze, befand sich das erste Kohlebergwerk im Staat Illinois, das 1810 die Förderung aufnahm. Der heute dort befindliche Carbon Lake zeugt noch davon.
Murphysboro hatte auch als Eisenbahnknotenpunkt Bedeutung. Die Cairo and St. Louis Railroad (C&StL) baute eine Schmalspurbahn für Kohlefracht, die 1873 von St. Louis kommend Murphysboro erreichte, wo eine Eisenbahnbrücke über den Big Muddy gebaut wurde. 1875 war die Strecke in Cairo komplett. 1886 mietete die Mobile and Ohio Railroad (M&O, später GM&O) die Strecke Cairo–St. Louis für 45 Jahre von der C&StL. Im selben Jahr ließ M&O die Strecke auf Normalspur umbauen, um die Expansion des eigenen Streckennetzes nach Norden zu befördern. Das Depot der M&O in der Walnut Street ist seit 1984 im National Register of Historic Places (NRHP) gelistet, und steht damit unter Denkmalschutz. Auch andere Linien kreuzten Murphysboro, so die Illinois Central (IC) und Missouri Pacific Railroad (MoPac). Der Passagierbahnhof von Murphysboro wurde von M&O, IC und MoPac gemeinsam errichtet. Ein Interurban (Vorort-Straßenbahn) verband Murphysboro mit der Nachbarstadt Carbondale und diente vor allem dem Berufsverkehr der Kohlebergleute und Fabrikarbeiter. Mit dem Aufkommen des Autos wurde der Interurban 1927 eingestellt.

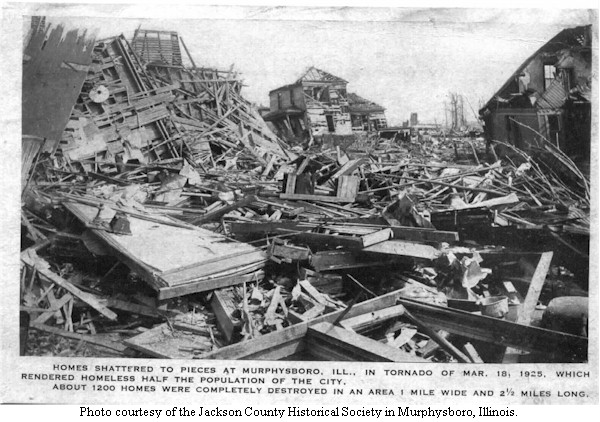
Zerstörte Häuser in Murphysboro nach dem Tri-State Tornado (1925)

Bis in die 1920er war aus Murphysboro mehr als eine Bergwerksstadt mit Eisenbahnknotenpunkt geworden: Die Brown Shoe Co. hatte in Murphysboro 1907 eine Schuhfabrik gebaut, die 1925 mehr als 500 Arbeiter beschäftigte. Isco-Bautz, seinerzeit der weltgrößte Verarbeiter von Siliciumdioxid, hatte sich in Murphysboro niedergelassen, und das Depot der M&O war zu einem großen Reparaturbetrieb geworden.
 

Am 18. März 1925 zerstörte der Tri-State Tornado Murphysboro zu großen Teilen. Dabei starben in der Stadt 234 Menschen, die höchste Zahl an Todesopfern, die in den USA je ein Tornado in einer Stadt gefordert hat. 623 Stadtbewohner wurden verletzt, viele so schwer, dass Amputationen nötig waren. Der Tornado schnitt eine Schneise von 2,5 Meilen Länge und einer Meile Breite in die Stadt, zerstörte 1200 Häuser und machte die Hälfte der Stadtbewohner obdachlos. Die Stadt wurde danach wiederaufgebaut.

## Demografische Daten
Nach der Volkszählung im Jahr 2010 lebten in Murphysboro 7970 Menschen in 3461 Haushalten. Die Bevölkerungsdichte betrug 664,2 Einwohner pro Quadratkilometer. In den 3461 Haushalten lebten statistisch je 2,18 Personen. 
Ethnisch betrachtet setzte sich die Bevölkerung zusammen aus 79,8 Prozent Weißen, 15,3 Prozent Afroamerikanern, 0,4 Prozent amerikanischen Ureinwohnern, 0,5 Prozent Asiaten sowie 1,1 Prozent aus anderen ethnischen Gruppen; 2,9 Prozent stammten von zwei oder mehr Ethnien ab. Unabhängig von der ethnischen Zugehörigkeit waren 3,0 Prozent der Bevölkerung spanischer oder lateinamerikanischer Abstammung. 
22,4 Prozent der Bevölkerung waren unter 18 Jahre alt, 59,7 Prozent waren zwischen 18 und 64 und 17,9 Prozent waren 65 Jahre oder älter. 52,5 Prozent der Bevölkerung war weiblich.
Das mittlere jährliche Einkommen eines Haushalts lag bei 30.013 USD. Das Pro-Kopf-Einkommen betrug 18.864 USD. 25,2 Prozent der Einwohner lebten unterhalb der Armutsgrenze.

## Bekannte Bewohner
- John A. Logan (1826–1886), General der Union im Bürgerkrieg und republikanischer Politiker (Geboren auf dem Gebiet des heutigen Murphysboro)
- Don Ohl (* 1936), Basketballspieler, der 1960–1970 in der NBA spielte (Geboren in Murphysboro)
- Mike Bost (* 1960), Politiker der Republikanischen Partei, seit 1995 Abgeordneter im Illinois House of Representatives (Geboren in Murphysboro)